# Júlia Almeida
Júlia Gonçalves de Almeida (Río de Janeiro, Brasil, 5 de enero de 1983) es una actriz brasileña. Es la hija del escritor de telenovelas Manoel Carlos.

## Biografía
Comenzó su carrera de actriz en 1992, en la Rede Globo en la telenovela Felicidade. En 1995 interpretó a Duda en la novela História de Amor, escrita por su padre. Luego participó en tres otras novelas escritas por su padre que fueron Por Amor en 1997, como Natália, Lazos de Familia en 2000, como Estela, uno de los personajes principales de Mujeres Enamoradas en 2003, como Vidinha.
Estuvo en Nueva York durante cuatro años, estudiando actuación y dirección, al regresar a Brasil a finales de 2006.

## Trabajos en la televisión
| Ano  | Título                      | Papel                                 |
| ---- | --------------------------- | ------------------------------------- |
| 1991 | Felicidade                  | Fernanda                              |
| 1995 | História de Amor            | Eduarda (Duda)                        |
| 1997 | Por amor                    | Natália Saboya Trajano                |
| 2000 | Lazos de familia            | Estela Monteiro Fernández             |
| 2001 | La presencia de Anita       | Luísa                                 |
| 2003 | Mujeres apasionadas         | Vida Ribeiro Alves Nogueira (Vidinha) |
| 2004 | Um Só Coração               | Adelaide Guerrini de Almeida          |
| 2006 | JK                          | Helô Machado                          |
| 2007 | Dos caras                   | Fernanda Carreira                     |
| 2009 | India, una historia de amor | Léia Félix (Leinha)                   |
| 2011 | Divã                        | Magali                                |
| 2011 | La vida sigue               | Lorena                                |
| 2018 | Tempo de Amar               | Eva Dantas                            |